# Fonzwoth Bentley
Farnsworth Bentley (nacido como Derek Watkins), también conocido como Fonzworth Bentley, es un rapero estadounidense más conocido por ser el antiguo asistente personal de P. Diddy en el escenario. Bentley ahora comercializa su propia línea de paraguas.
En 2003, el colaboró en "Good Day, Good Sir" una skit del The Love Below de OutKast.
En 2005, apareció en el remix de Kanye West, "New Workout Plan" y fichó por su sello, G.O.O.D. Music. Al igual que en el popular video de Usher, 'Yeah' o en el 'The Way You Move' o 'Roses' de OutKast.
Farnsworth Bentley ha publicado un tema llamado "Laid Back", producido por Kanye West.